# Josh Burkman
 (août 2021).
Joshua Ray Burkman (né le 10 avril 1980) est un pratiquant américain d'arts martiaux mixtes professionnel à la retraite. Il a combattu au cours de sa carrière dans la catégorie de poids léger, mi-moyens et moyen. Il a été sous contrat avec plusieurs organisations dont l' Ultimate Fighting Championship, les World Series of Fighting, le XFC, et a participé à The Ultimate Fighter 2.

## Biographie
Burkman est né à Salt Lake City, dans l'Utah et a fréquenté la Cottonwood High School. Il était alors un athlète vedette dans trois sports pour les Colts. Il était un joueur de troisième but de classe 5A All-State dans l'équipe de baseball et était capitaine de l'équipe de football, où il a couru plus de 1 000 yards en tant que senior. Il a également été membre de l'équipe de lutte. Il a terminé deuxième aux championnats d'État dans la catégorie des 171 livres (77,5 kilogrammes).
Burkman a joué deux saisons au football universitaire avant de commencer sa carrière dans les arts martiaux mixtes. Sa première année, en 2000, s'est déroulé au Snow College à Ephraim, dans l'Utah, où il a raté la moitié de la saison en raison d'une blessure. Il a ensuite été transféré au Dixie State College à Saint George dans l'Utah. Sa deuxième saison, en 2001 a été spectaculaire ; Burkman a notamment cumulé 1 439 yards et 13 touchés. Son équipe remporte le Dixie Rotary Bowl. Pour sa performance, Burkman obtient une offre de bourse de l'université de l'Utah. En fin de compte, il décide d'abandonner le football et d'entamer une carrière dans les arts martiaux mixtes.

## Carrière en arts martiaux mixtes

### Ultimate Fighting Championship
Burkman a été choisi à l'origine pour participer à la première saison de The Ultimate Fighter, mais il a échoué au test de dépistage de drogue. Il a admis avoir pris du Winstrol. Il participe cependant à The Ultimate Fighter 2 dans l'équipe de Matt Hughes.
Burkman signe avec  l'UFC et fait ses débuts le 5 novembre 2005 lors de The Ultimate Fighter 2 Finale ; il bat à cette occasion Sammy Morgan par KO en 21 secondes lors du premier round.
Lors de son parcours à l'UFC, Burkman a remporté des victoires contre Drew Fickett, Josh Neer et Forrest Petz, mais a échoué contre les plus grands noms de sa catégorie. Après trois défaites consécutives en 2008, Burkman quitte l'UFC avec un palmarès de 5 victoires et 5 défaites.

### Combats sous l'organisation Showdown
Le 20 novembre 2009, Burkman affronte Brandon Melendez, un ancien combattant de l'Ultimate Fighter, et le bat par KO au premier round lors du Throwdown Showdown 5.
Le 9 avril 2010, Burkman affronte Jake Paul au Showdown Fights – Burkman vs. Paul. Il gagne par décision unanime.
Le 24 septembre 2010, Burkman affronte Jordan Smith, alors invaincu, lors du Showdown Fights – Respect. Burkman remporte le combat par décision partagée.
Le 2 avril 2011, Burkman affronte l'espoir canadien Jordan Mein lors du MMA: The Reckoning à Orillia (Ontario, Canada). Burkman perd par décision unanime.
Le 24 février 2012, Burkman affronte Koffi Adzitso lors du Showdown Fights – Breakout, et gagne par décision unanime.
Le 25 août 2012, Burkman affronte Jamie Yager, un ancien combattant de l'Ultimate Fighter, lors du Showdown Fights - Burkman vs. Yager. Burkman gagne par soumission (guillotine).

### Combats sous l'organisation World Series of Fighting
Le 6 septembre 2012, Burkman signe avec la nouvelle organisation de MMA, la World Series of Fighting. Il affronte peu de temps après, le 3 novembre 2012 lors des WSOF 1, Gerald Harris  et gagne par décision unanime.
Burkman affronte Aaron Simpson aux World Series of Fighting 2 le 23 mars 2013. Il remporte le combat par KO après un enchainement d'un coup de genou et de coups de poing lors du premier round.
Burkman affronte Jon Fitch le 14 juin 2013 aux World Series of Fighting 3 dans un match revanche. Lors de leur première confrontation, Burkman avait perdu contre Fitch sur un étranglement arrière. Burkman remporte cette revanche en battant Fitch par soumission (mise au sol avec une série de coups de poing suivie d'une guillotine) en seulement 41 secondes au premier round.
Burkman affronte Steve Carl le 26 octobre 2013 lors du WSOF 6 pour le titre WSOF des poids mi-moyens. Il perd le combat par étranglement en triangle au quatrième round. Lors du combat, Josh a tapé pour abandonner mais l'arbitre a ignoré le geste, permettant ainsi à Steve Carl d'étouffer Burkman jusqu'à ce qu'il perde connaissance.
Burkman affronte Tyler Stinson aux WSOF 9 le 29 mars 2014. Il remporte le combat par KO au premier round.

### Retour à l'Ultimate Fighting Championship
Burkman signe un contrat pour revenir à l'UFC le 3 octobre 2014. Il affronte peu de temps après Hector Lombard le 3 janvier 2015 à l' UFC 182. Il perd le combat par décision unanime. Le 23 mars 2015, le NSAC (commission athlétique du Nevada) annonce que le résultat du combat est modifié en un no-contest car Lombard a été contrôlé positif à des stéroïdes anabolisants lors de son test de dépistage d'après combat.
Burkman affronte Dong Hyun Kim le 23 mai 2015 à l' UFC 187. Burkman perd le combat par soumission au troisième round.
Burkman affronte Patrick Côté le 23 août 2015 à l'UFC Fight Night 74. Il perd le combat par TKO au troisième round. Les deux combattants ont obtenu la récompense Fight of the Night,.
Lors du combat suivant, Burkman combat KJ Noons dans la catégorie des poids légers le 6 février 2016 à l' UFC Fight Night 82. Il remporte le combat par décision unanime.
Burkman affronte ensuite Paul Felder le 29 mai 2016 lors de l' UFC Fight Night 88. Il perd le combat par décision unanime.
Burkman devait affronter Bobby Green le 1er octobre 2016 à l' UFC Fight Night 96. Cependant, Green s'est retiré du combat en prétextant une blessure. Il est remplacé par un nouvel arrivant, Zak Ottow. En raison du changement tardif d'adversaire, le combat est disputé en poids mi-moyen,. Burkman perd par décision partagée.
Burkman affronte Michel Prazeres le 11 mars 2017 à l'UFC Fight Night 106. Il perd le combat par soumission au premier round.
Burkman affronte Drew Dober le 29 juillet 2017 à l' UFC 214. Il perd le combat par KO au premier round.
Burkman affronte Alex Morono le 18 février 2018 à l' UFC Fight Night 126 dans la division poids mi-moyens. Il perd le combat par soumission (guillotine) au premier round.

### Carrière après l'UFC
A l'issue de son second contrat avec l'UFC, Burkman affronte William Macário au LFA 66 le 10 mai 2019. Il perd le combat par décision partagée et annonce sa retraite du MMA.

## Championnats et accomplissements
- Ultimate Fighting Championship
  - Combat de la nuit (une fois)
- MMAJunkie.com
  - Combat du mois d'août 2015 vs. Patrick Côté [30]
- Sherdog
  - Soumission de l'année 2013 vs. Jon Fitch [31]

## Vie privée
Burkamnn a eu une relation avec Arianny Celeste, une ring girl de l'UFC.
Burkman a épousé Brandy Lyn Winfield, championne internationale de yoga en 2010, le 1er décembre 2011. Ensemble, ils ont deux fils, Legend Burkman, né en 2012 et fils Atlas né le 13 janvier 2015.

## Palmarès en arts martiaux mixtes
| 47 combats     | 28 victoires | 18 défaites |
| Par KO         | 7            | 2           |
| Par soumission | 10           | 9           |
| Sur décision   | 11           | 7           |
| Sans décision  | 1            | 1           |

| Résultat   | Record    | Adversaire       | Méthode                               | Événement                                                 | Date              | Round | Temps | Lieu                                  | Notes |
| ---------- | --------- | ---------------- | ------------------------------------- | --------------------------------------------------------- | ----------------- | ----- | ----- | ------------------------------------- | --- |
| Défaite    | 28–18 (1) | William Macário  | Décision (partagée)                   | LFA 66                                                    | 10 mai 2019       | 3     | 5:00  | West Valley City, Utah, États-Unis    | |
| Défaite    | 28–17 (1) | Alex Morono      | Soumission (guillotine)               | UFC Fight Night: Cowboy vs. Medeiros                      | 18 février 2018   | 1     | 2:12  | Austin, Texas, États-Unis             | Combat dans la catégorie des poids mi-moyens.                                                                                              |
| Défaite    | 28–16 (1) | Drew Dober       | KO (poing)                            | UFC 214                                                   | 29 juillet 2017   | 1     | 3:04  | Anaheim, California, États-Unis       | |
| Défaite    | 28–15 (1) | Michel Prazeres  | Submission (étranglement north-south) | UFC Fight Night: Belfort vs. Gastelum                     | 11 mars 2017      | 1     | 1:42  | Fortaleza, Brésil                     | |
| Défaite    | 28–14 (1) | Zak Ottow        | Décision (partagée)                   | UFC Fight Night: Lineker vs. Dodson                       | 1er octobre 2016  | 3     | 5:00  | Portland, Oregon, États-Unis          | Combat dans la catégorie des poids mi-moyens.                                                                                              |
| Défaite    | 28–13 (1) | Paul Felder      | Décision (unanime)                    | UFC Fight Night: Almeida vs. Garbrandt                    | 29 mai 2016       | 3     | 5:00  | Las Vegas, Nevada, États-Unis         | |
| Victoire   | 28–12 (1) | K.J. Noons       | Decision (unanime)                    | UFC Fight Night: Hendricks vs. Thompson                   | 6 février 2016    | 3     | 5:00  | Las Vegas, États-Unis                 | Premier combat en poids léger. |
| Défaite    | 27–12 (1) | Patrick Côté     | TKO (poings)                          | UFC Fight Night: Holloway vs. Oliveira                    | 23 août 2015      | 3     | 1:26  | Saskatoon, Saskatchewan, Canada       | Fight of the Night. |
| Défaite    | 27–11 (1) | Dong Hyun Kim    | Soumission (étranglement en triangle) | UFC 187                                                   | 23 mai 2015       | 3     | 2:13  | Las Vegas, États-Unis                 | |
| No Contest | 27–10 (1) | Hector Lombard   | NC (overturned)                       | UFC 182                                                   | 3 janvier 2015    | 3     | 5:00  | Las Vegas, États-Unis                 | À l'origine, victoire à la décision unanime pour Lombard. Décision modifiée après le test positif de Lombard à des stéroïdes anabolisants. |
| Victoire   | 27–10     | Tyler Stinson    | KO (poing)                            | WSOF 9                                                    | 29 mars 2014      | 1     | 2:15  | Las Vegas, Nevada, États-Unis         | |
| Défaite    | 26–10     | Steve Carl       | Soumission (étranglement en triangle) | WSOF 6                                                    | 26 octobre 2013   | 4     | 1:02  | Coral Gables, Floride, États-Unis     | Pour le titre de champion des poids mi-moyens WSOF.                                                                                        |
| Victoire   | 26–9      | Jon Fitch        | Soumission (guillotine)               | WSOF 3                                                    | 14 juin 2013      | 1     | 0:41  | Las Vegas, Nevada, États-Unis         | |
| Victoire   | 25–9      | Aaron Simpson    | KO (genou et poings)                  | WSOF 2                                                    | 23 mars 2013      | 1     | 3:04  | Atlantic City, New Jersey, États-Unis | |
| Victoire   | 24–9      | Gerald Harris    | Décision (unanime)                    | WSOF 1                                                    | 3 novembre 2012   | 3     | 5:00  | Las Vegas, Nevada, États-Unis         | |
| Victoire   | 23–9      | Jamie Yager      | Soumission (guillotine)               | Showdown Fights 8 – Burkman vs. Yager                     | 25 août 2012      | 2     | 3:25  | Orem, Utah, États-Unis                | |
| Victoire   | 22–9      | Koffi Adzitso    | Décision (unanime)                    | Showdown Fights 6 – Breakout                              | 24 février 2012   | 3     | 5:00  | Orem, Utah, États-Unis                | |
| Défaite    | 21–9      | Jordan Mein      | Décision (unanime)                    | MMA 1: The Reckoning                                      | 2 avril 2011      | 3     | 5:00  | Rama, Ontario, Canada                 | |
| Victoire   | 21–8      | Jordan Smith     | Décision (partagé)                    | Showdown Fights 2: Respect                                | 24 septembre 2010 | 3     | 5:00  | Orem, Utah, États-Unis                | |
| Victoire   | 20–8      | Jake Paul        | Décision (unanime)                    | Showdown Fights 1: Burkman vs. Paul                       | 9 avril 2010      | 3     | 5:00  | Orem, Utah, États-Unis                | |
| Victoire   | 19–8      | Brandon Melendez | KO (poing)                            | Throwdown Showdown 5                                      | 20 novembre 2009  | 1     | 4:14  | Orem, Utah, États-Unis                | |
| Défaite    | 18–8      | Pete Sell        | Décision (unanime)                    | UFC 90                                                    | 25 octobre 2008   | 3     | 5:00  | Rosemont, Illinois, États-Unis        | |
| Défaite    | 18–7      | Dustin Hazelett  | Soumission (clef de bras)             | The Ultimate Fighter: Team Rampage vs Team Forrest Finale | 21 juin 2008      | 2     | 4:46  | Las Vegas, Nevada, États-Unis         | |
| Défaite    | 18–6      | Mike Swick       | Décision (majoritaire)                | UFC Fight Night: Swick vs. Burkman                        | 23 janvier 2008   | 3     | 5:00  | Las Vegas, Nevada, États-Unis         | |
| Victoire   | 18–5      | Forrest Petz     | Décision (partagée)                   | UFC 77                                                    | 20 octobre 2007   | 3     | 5:00  | Cincinnati, Ohio, États-Unis          | |
| Défaite    | 17–5      | Karo Parisyan    | Décision (unanime)                    | UFC 71                                                    | 26 mai 2007       | 3     | 5:00  | Las Vegas, Nevada, États-Unis         | |
| Victoire   | 17–4      | Chad Reiner      | Décision (unanime)                    | UFC Fight Night: Evans vs. Salmon                         | 25 janvier 2007   | 3     | 5:00  | Hollywood, Floride, États-Unis        | |
| Victoire   | 16–4      | Josh Neer        | Décision (unanime)                    | UFC 61                                                    | 8 juillet 2006    | 3     | 5:00  | Las Vegas, Nevada, États-Unis         | |
| Défaite    | 15–4      | Jon Fitch        | Soumission (étranglement arrière)     | UFC Fight Night 4                                         | 6 avril 2006      | 2     | 4:57  | Las Vegas, Nevada, États-Unis         | |
| Victoire   | 15–3      | Drew Fickett     | Soumission (guillotine)               | UFC Fight Night 3                                         | 16 janvier 2006   | 1     | 1:07  | Las Vegas, Nevada, États-Unis         | |
| Victoire   | 14–3      | Sammy Morgan     | KO (slam et coudes)                   | The Ultimate Fighter 2 Finale                             | 5 novembre 2005   | 1     | 0:21  | Las Vegas, Nevada, États-Unis         | |
| Défaite    | 13–3      | Jeremy Horn      | Soumission (étranglement)             | XFC – Dome Of Destruction 1                               | 29 avril 2005     | 1     | 1:14  | Tacoma, Washington, États-Unis        | Combat dans la catégorie des poids moyens.                                                                                                 |
| Victoire   | 13–2      | Brian Wieber     | TKO (poings)                          | IFC: Eve Of Destruction                                   | 5 mars 2005       | 1     | 2:36  | Salt Lake City, Utah, États-Unis      | Premier combat dans la catégorie mi-moyen.                                                                                                 |
| Victoire   | 12–2      | Kyacey Uscola    | Soumission (étranglement arrière)     | SF 4: Fight For Freedom                                   | 26 juin 2004      | 1     | N/A   | Salt Lake City, Utah, États-Unis      | |
| Victoire   | 11–2      | Drew Ellisor     | Décision (unanime)                    | Cage Fighting Championship 1                              | 1er mai 2004      | 3     | 5:00  | Salt Lake City, Utah, États-Unis      | |
| Victoire   | 10–2      | Isidro Gonzalez  | Soumission (guillotine)               | SF 2: On the Move                                         | 19 mars 2004      | 1     | 1:58  | Portland, Oregon, États-Unis          | |
| Défaite    | 9–2       | Matt Horwich     | Soumission (étranglement en triangle) | SF 1: Revolution                                          | 21 février 2004   | 2     | 2:11  | Portland, Oregon, États-Unis          | |
| Victoire   | 9–1       | Jeremy Brown     | Décision                              | UCE Winter Warrior Land: Episode 1                        | 29 novembre 2003  | N/A   | N/A   | Salt Lake City, Utah, États-Unis      | |
| Victoire   | 8–1       | Derek Downey     | Décision (unanime)                    | UCE Summer Series: Episode 4                              | 30 août 2003      | 3     | 3:00  | Salt Lake City, Utah, États-Uniss     | |
| Victoire   | 7–1       | Brian Garlick    | Soumission (étranglement)             | UCE Round 4: Finals                                       | 12 juillet 2003   | 2     | N/A   | Salt Lake City, Utah, États-Unis      | |
| Victoire   | 6–1       | Jeremy Brown     | Soumission (étranglement)             | UCE Round 4: Semi-Finals                                  | 5 juillet 2003    | 1     | N/A   | Salt Lake City, Utah, États-Unis      | |
| Victoire   | 5–1       | Matthew Bell     | KO (poing)                            | UCE Round 4: Episode 4                                    | 28 juin 2003      | 1     | N/A   | Salt Lake City, Utah, États-Unis      | |
| Victoire   | 4–1       | Gedeon Jarvis    | Soumissionn (étranglement)            | UCE Round 3: Finals                                       | 10 mai 2003       | 1     | N/A   | Salt Lake City, Utah, États-Unis      | |
| Victoire   | 3–1       | Hank Weiss       | KO (poing)                            | UCE Round 3: Semi-Finals                                  | 3 mai 2003        | 1     | N/A   | Salt Lake City, Utah, États-Unis      | |
| Victoire   | 2–1       | Matt King        | Soumission (étranglement)             | UCE Round 3: Episode 2                                    | 12 avril 2003     | 1     | N/A   | Salt Lake City, Utah, États-Unis      | |
| Victoire   | 1–1       | Cedric Nicholsen | Soumission (étranglement)             | UCE Round 3: Episode 1                                    | 5 avril 2003      | 1     | N/A   | Salt Lake City, Utah, États-Unis      | |
| Défaite    | 0–1       | Hank Weiss       | Soumission (étranglement)             | UCE Round 2: Episode 1                                    | 7 février 2003    | N/A   | N/A   | Salt Lake City, Utah, États-Unis      | |